# カール・シャーリエ

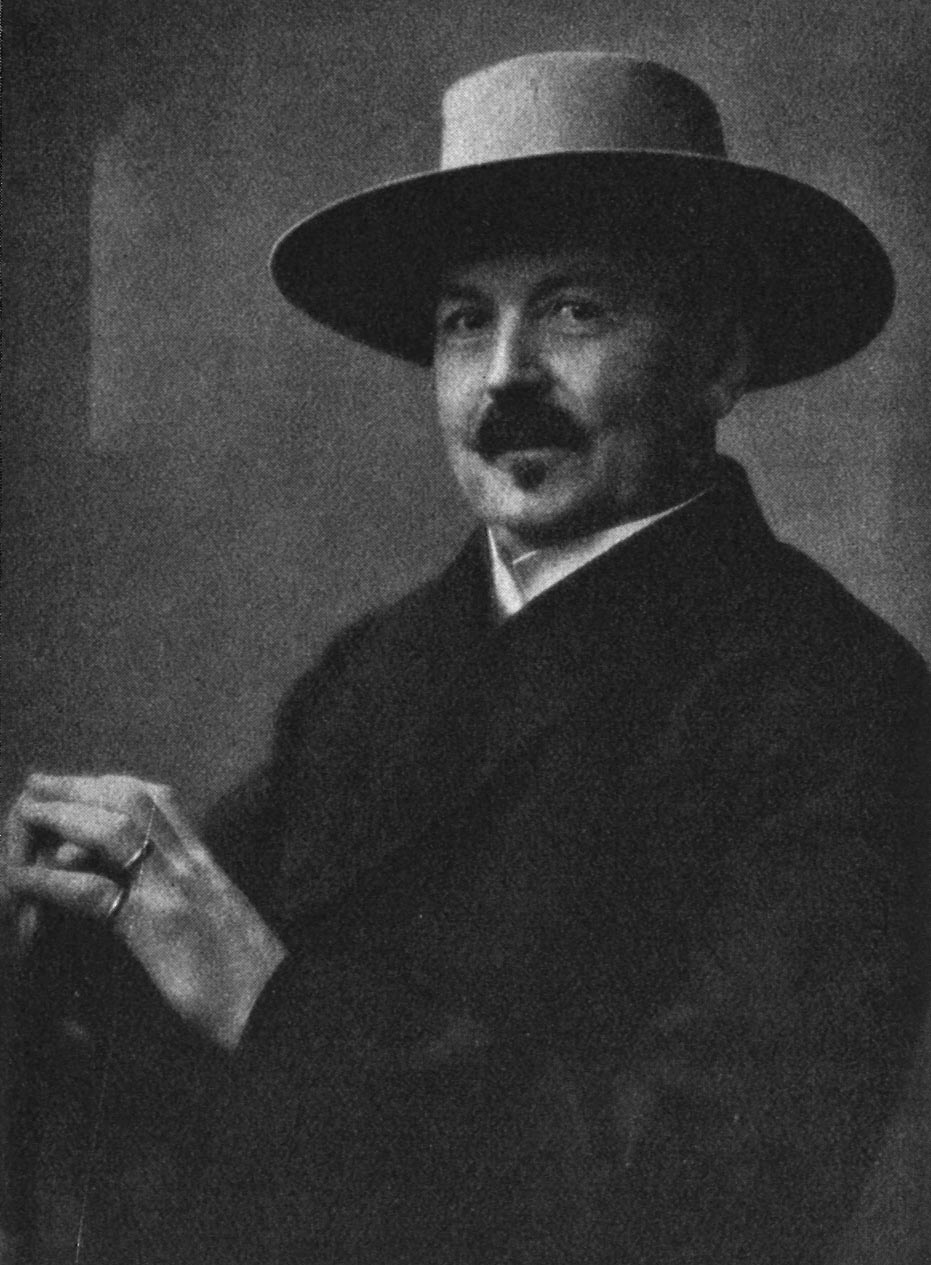
カール・シャーリエ(1923)

カール・シャーリエ（Carl Vilhelm Ludwig Charlier 、1862年4月1日 - 1934年11月5日）は、スウェーデンの天文学者。オルバースのパラドックスに対して宇宙の階層構造を提案したことなどで知られる。
ウプサラ大学で学位をとり、ウプサラ大学、ストックホルム天文台、ルンド大学などで働いた。1897年からルンド天文台の所長を務めた。恒星の固有運動、位置の研究を行い、宇宙のモデルを先駆的な提案した。

## 統計学
統計学の分野も研究し、誤差の理論などに貢献した。シャーリエ多項式は量子力学における確率・統計で用い、シャーリエ展開とも言う。
。

## 賞
- ジェイムズ・クレイグ・ワトソン・メダル（1924年）
- ブルース・メダル（1933年）

## 命名
- 小惑星：(8677) Charlier[2]
- 月のクレータ